# Тахмасп II
Тахмасп II (азерб. II Şah Təhmasib, перс. طهماسب‎; 3 декабря 1704? — 1740) — один из последних шахов Ирана (1723—1732) из династии Сефевидов.

## Биография
Тахмасиб был третьим сыном иранского шаха Султан Хусейна (1694—1722). Когда его отец Султан Хусейн в октябре 1722 года был смещён с трона восставшими афганцами, принц Тахмасп бежал на север Ирана, в Мазандаран, и там провозгласил себя шахом. Его поддержали сунниты Закавказья, а также некоторые племена кызылбашей, признали Российская и Османская империи.
Султан Хусейн был взят в плен и отказался от престола в пользу афганского предводителя Мир Махмуда Хотаки, который объявил новым шахом Ирана (1722—1725). В феврале 1725 года по приказу Мир Махмуда Хотаки были казнены одиннадцать братьев Тахмасиба, а осенью 1726 года по распоряжению Мир Ашрафа, преемника Мир Махмуда, был казнен и сам пленный Султан Хусейн, отец Тахмасиба. Вначале Тахмасп нашел поддержку у наместника Астрабада и Семнана Фатх Али-хана Каджара.

### Внутренняя политика
Афганское нашествие нанесло большие потери для Сефевидской империи. Оно привело к упаду сельского хозяйства
Во время правления Тахмасиба II эшикагасыбаши (хранитель дворца) были:
- Мухаммед Али Бек Каджар (1729)
- Гасым Хан (1730)
- Тахмурат Бек (1731)

### Внешняя политика

#### Отношения с Россией
Весной 1723 года Османы вторглись в Сефевидскую империю. Узнав об этом, Тахмасп II послал в Петербург посла Исмаил-бека для заключения с Россией союза, по которому Пётр I обещал помочь в изгнании афганцев из страны. По условиям договора Тахмасиб признавал за Россией Дербент и Баку и уступал Гилян, Мазендаран и Астрабад. Но дальше Решта русские войска не продвинулись.

#### Борьба против афганцев
В 1726 году к Тахмасибу II на службу вступил военачальник Надир-хан Афшар. С помощью него Тахмасиб совершил поход против Малек-Махмуда чтобы подчинить Хорасан. В конце 1726 года, во время осады Мешхеда, Надиру удалось устранить Фатали-хана Каджара, которого уважал шах. Он убедил Тахмасиба в том, что Фатали-хан готовит против него заговор. Далее Надир принял имя Тахмасиб-Кули хан, то есть «Хан — раб Тахмасиба» и стал играть ключевую роль в его армии. Мешхед был взять войсками Тахмасиба в декабре 1726 году, а через два года Надир подчинил весь Хорасан. Позже, весной 1729 года также были подчинены афганцы абдали из Герата.
Ашраф-шах был встревожен успехами Надира и поэтому совершил поход против него, но 29 сентября 1729 года был разбит в битве под Дамганом и бежал в Исфахан. Победы Надира над афганцами привлекали поток добровольцев в его армию. В ноябре он нанёс ещё одно поражение Ашраф шаху, который бежал из Исфахана в Шираз. Надир-хан и Тахмасиб II вошли в Исфахан, где последний был провозглашён шахом. В декабре 1729 года Надир напал на Ашрафа в Ширазе ещё раз, оттуда он бежал сначала в Лар, а затем в Белуджистан, где был убит ханом белуджского племени брахуи, и к началу 1730 года афганская экспансия окончательно была ликвидирована.
Афганское нашествие нанесло большие потери для Сефевидской империи. Оно привело к упаду сельского хозяйства, потере 1 000 000 человек, значительному сокращению внутренней торговли, разрушению тысячи селений. Больше всего пострадали такие города как Исфахан и Шираз. За семь лет афганцы возбудили к себе большую ненависть со стороны населения. Надир, изгнавший афганцев, среди народа получил хорошую репутацию как спаситель страны от иноземных захватчиков.

#### Война с Османами
В 1730 году Надир-хан двинулся на турок и изгнал их из Керманшаха и Азербайджана (область на юге реки Аракс). В 1731 году Надир-шах отправился в Хорасан на подавление восстания афганцев, шах Тахмасиб II самолично начал военные действия против турок-османов. Он попытался захватить Эривань и Нахичевань, но потерпел полное поражение от турок и едва сам не попал в плен. Турки-османы оккупировали Хамадан, Керманшах, Тебриз и другие города, а на юге вторглись в Хузистан. 10 января 1732 года между Тахмаспом и турками-османами был заключён мир, по которому шах уступил Турции все территории к северу от реки Аракс. Когда об этом узнал Надир-хан, он выпустил воззвание против шаха Тахмасиба и заключённого им договора и отправил султану письмо с требованием возвратить все занятые территории, грозя в противном случае войной. В августе 1732 года Надир-хан с войском прибыл в Исфахан, где объявил шаха Тахмасиба низложенным. Тахмасиб был отправлен в Хорасан, где его заключили в темницу.
Надир провозгласил шахом его восьмимесячного сына Аббаса III. В 1740 году по приказу хорасанского наместника Риза-Кули-мирзы, старшего сына Надир-шаха, Тахмасиб был убит в заключении в Себзеваре.